# Novembre 1859

## Événements
- 1er novembre, France, chemin de fer : ouverture d'un embranchement de la ligne Le Mans - Mézidon entre Coulibœuf et Falaise.

- 10 novembre : traité de Zurich entre la France et l'Autriche mettant fin à la guerre d'Italie. Le Piémont annexe la Lombardie.

- 11 novembre : Buenos Aires doit rejoindre la Confédération à l'issue d'une guerre civile en Argentine.

- 28 novembre : traité de Wyke-Cruz entre le Honduras et les Britanniques. Le président Gardiola obtient la dévolution, au profit du Honduras, des îles de la Bahia, à l’est du golfe du Honduras.

## Naissances
- 30 novembre : Sergueï Liapounov, compositeur russe († 8 novembre 1924).

## Décès
- 5 novembre : Aurore de Lafond de Fénion, artiste-peintre française (° 17 février 1788)
- 8 novembre : Pierre Claude François Delorme, peintre français (° 28 juillet 1783).
- 18 novembre : Théodore Richard, peintre français (° 24 novembre 1782).
- 22 novembre : Abdallah d'Asbonne, mamelouk de la Garde impériale et Consul de France (° 26 octobre 1776).
- 23 novembre : James Ward, peintre et graveur britannique  (° 23 octobre 1769).